# Nordland I
A Nordland I a svéd Bathory tizenegyedik nagylemeze, mely 2002-ben jelent meg. A Nordland I zenei és szövegi értelemben is a viking tematikájú lemezek sorvonalát gyarapítja. A gyengébb 90-es éveket követően Quorthon e lemezzel újra olyan formát mutatott, mely csak a legjobb lemezeket termő időszakokban jellemezte. Akik a Hammerheart/Twilight of the Gods lemezeket kedvelték, azok a Nordland I-et is tárt karokkal fogadták.

## Számlista
1. "Prelude" – 2:35
2. "Nordland" – 9:21
3. "Vinterblot" – 5:17
4. "Dragon's Breath" – 6:45
5. "Ring of Gold" – 5:35
6. "Foreverdark Woods" – 8:06
7. "Broken Sword" – 5:35
8. "Great Hall Awaits a Fallen Brother" – 8:17
9. "Mother Earth Father Thunder" – 5:38
10. "Heimfard" – 2:12

## Közreműködők
- Quorthon - ének, gitárok, programozott dobok, billentyűs hangszerek
- Kristian Wåhlin - borító